# Chutzpah
Chutzpah (/ˈhʊtspə,_ˈxʊtʔ/) (em iídiche:  חוצפה) é uma palavra Iídiche que expressa a qualidade de audácia, para o bem ou para o mal. Pode também ser traduzida como arrogancia extrema, presunção. A palavra Iídiche deriva da palavra  Hebraica ḥutspâ (חֻצְפָּה), que significa "insolência", "atrevimento" ou "audácia". 

## Etimologia
Em hebraico, chutzpah é usado de forma indignada, para descrever alguém que ultrapassou os limites do comportamento aceito. No uso tradicional, a palavra expressa um forte sentimento de desaprovação, condenação e indignação.

Leo Rosten no seu livro The Joys of Yiddish define chutzpah como: 
 Chutzpah equivale a uma total negação de responsabilidade pessoal, o que torna os outros sem palavras e incrédulos... não se pode acreditar que outra pessoa carece totalmente de traços humanos comuns como remorso, arrependimento, culpa, simpatia e percepção. A implicação é, pelo menos, algum grau de psicopatia no assunto, bem como o espanto impressionante do observador na exibição.